# ヤマコウモリ
ヤマコウモリ（山蝙蝠、Nyctalus aviator）は、翼手目ヒナコウモリ科に分類されるコウモリである。和名はニホンヤマコウモリともする。

## 分布
日本列島の北海道、本州、四国、九州、対馬、沖縄をはじめ、朝鮮半島や台湾、中国東部の丘陵地や山地、森林に分布しているが、あまり深い山林では目撃例が少ない。
模式産地は東京都。近年ではおもに本州の中部地方以北で記録されており、近畿地方以西での記録は稀となっている。

## 形態
日本国内に生息しているヒナコウモリ科の中では最も大型の部類に入り、前足を広げたときの長さ（前腕長）は58mmから65mm、頭胴長は89mmから113mm、尾長は51mmから67mmほどになる。背面の体毛は、つやのある赤褐色をしており、飛膜は暗褐色。翼を広げると40cmを超えることもある。翼の形は細長く、長距離を飛ぶことができる。体重は26gから61gになる。視覚にはあまり頼らないせいか、目は小さい。

## 分類
以前はヨーロッパヤマコウモリの亜種ニホンヤマコウモリNyctalus lasiopterus aviatorとすることもあった。日本ではコヤマコウモリが同所的に分布するが、前腕長や頭骨の大きさで区別できる。

## 生態
夜行性。夕方から夜間に活動を行う。昼間はハルニレやミズナラ、カエデ、ケヤキなどの樹洞（いわゆる木のうろ）を住処としている。昼間に大きな木のうろや裂け目などでヤマコウモリを見つけることができることもある。特に神社などの樹齢の長い大木に潜んでいることが多い。
他のコウモリ類と同様に超音波を出すが、周波数が他のコウモリ類より低く、人間の可聴音域にあるため、人によってはその音を聞くことができる。音は「キンキン」や「カンカン」といった一定のリズムであることが多い。
日が沈みはじめると住処を出て、採餌をおこなう。とらえるのは主に飛翔するガやカゲロウなどの昆虫類で、一日に体重の約半分の量を捕食する。昆虫類が少なくなる冬の間は冬眠する。冬眠時は樹洞で大きな集団を形成する。
コウモリでは珍しく、一度の出産で2子を産むことが多い。秋に交尾するが、冬眠後の春に排卵・受精し、初夏に出産すると考えられている。出産と子育ては雌のつくる集団で行われる。このとき雄は少数の群れに分散し、子育てには参加しない。

## 人間との関わり
住処となる樹洞が森林伐採などで減少し、個体数は大きく減少傾向にある。夜間照明の増加の影響も危惧されており、日本の発見報告も減少しつつある。ヤマコウモリの減少を食い止めるため、原生林の保全や樹齢の高い大木の保護などが求められている。
絶滅危惧II類 (VU)（環境省レッドリスト）